# Dendrocopos
A Dendrocopos a madarak (Aves) osztályának harkályalakúak (Piciformes) rendjébe, ezen belül a harkályfélék (Picidae) családjába tartozó nem.

## Rendszerezésük
A nemet Carl Ludwig Koch német természettudós írta le 1816-ban. A Dendrocopos taxonnév, a görög nyelvből ered: dendron = „fa” és kopos = „feltűnő”. Ennek a nemnek a típusfaját, 1890-ben, a skót Edward Hargitt ornitológus határozta el, amikor is londoni British Museumnak rendezte a madárgyűjteményét.
Ebbe a nembe, korábban 25 faj is tartozott. Azonban 2015-ben, elvégezték rajtuk a molekuláris törzsfejlődéses kutatásokat; ennek eredményeként a Dendrocopos madárnem polifiletikus csoportnak bizonyult, vagyis olyan csoport volt, melyben igen hasonló madarak voltak besorolva, de ezek nem egy közös őstől származtak, hanem több különbözőtől, és a hasonlóság csupán a párhuzamos evolúció vagy a konvergens evolúció eredménye volt. A kutatás eredményeként az igazi Dendrocopos-fajok, csak az alábbi lista tagjai.
- vöröshasú fakopáncs (Dendrocopos hyperythrus) (Vigors, 1831)
- Dendrocopos atratus (Blyth, 1849)
- Dendrocopos macei (Vieillot, 1818)
- Dendrocopos analis (Bonaparte, 1850)
- fehérhátú fakopáncs (Dendrocopos leucotos) (Bechstein, 1802)
- okinawai harkály (Dendrocopos noguchii) (Seebohm, 1887) - ezt a fajt, korábban a monotipikus Sapheopipo nembe sorolták, Sapheopipo noguchii név alatt[8][9]
- dardzsilingi fakopáncs (Dendrocopos darjellensis) (Blyth, 1845)
- balkáni fakopáncs (Dendrocopos syriacus) (Hemprich & Ehrenberg, 1833)
- szind fakopáncs (Dendrocopos assimilis) (Blyth, 1849)
- himalájai fakopáncs (Dendrocopos himalayensis) (Jardine & Selby, 1835)
- nagy fakopáncs (Dendrocopos major) (Linnaeus, 1758) - típusfaj
- fehérszárnyú fakopáncs (Dendrocopos leucopterus) (Salvadori, 1870)
- amami fakopáncs (Dendrocopos owstoni vagy Dendrocopos leucopterus owstoni) Ogawa, 1905 - korábban fehérhátú fakopáncs alfajának vélték;[10][11] mások még annak vélik[12]

## Előfordulásuk
Elterjedési területe Európa, Ázsia és Észak-Afrika; a különböző fajok a Brit-szigetektől egészen a Fülöp-szigetekig megtalálhatók.

### Fordítás
- Ez a szócikk részben vagy egészben  a   Dendrocopos című angol Wikipédia-szócikk ezen változatának fordításán alapul.  Az eredeti cikk szerkesztőit annak laptörténete sorolja fel. Ez a jelzés csupán a megfogalmazás eredetét és a szerzői jogokat jelzi, nem szolgál a cikkben szereplő információk forrásmegjelöléseként.